# Alfred Annan
Alfred Heacock Annan (Webster Groves, 1º ottobre 1874 – St. Louis, 28 gennaio 1931) è stato un golfista statunitense.

## Carriera
Annan partecipò al torneo individuale di golf ai Giochi olimpici di Saint Louis 1904, in cui giunse cinquantacinquesimo a pari merito con Leon Hazelton.